# Fronteira Roménia–Sérvia
A fronteira entre a Romênia e a Sérvia é um linha sinuosa de 494 km de extensão, sentido norte-sul, que separa a metade norte do leste da Sérvia do território da Romênia, sendo marcada em pouco mais de seu terço sul pelo rio Danúbio.

## Traçado
No norte se inicia na fronteira tríplice Romênia-Sérvia-Hungria entre as cidades de Beba Veche na Romênia e Rabe na Sérvia, cidades não ligadas por rodovia. Vai para o sul separando o banato sérvio do Banato Romeno, depois segue o Danúbio até o outro ponto triplo de fronteira, dos dois países com a Bulgária. Separa a Voivodina e a parte setentrional da Sérvia Central dos distritos ("judet")  romenos de Timiş, Caraş-Severin, Mehedinţi.

## Passagens no Banato
Na região do Banato, que é dividida entre Hungria (parte mínima), Romênia (cerca de 2/3 do total) e Sérvia, há passagens rodoviárias na fronteira. Do norte para o sul temos:
- entre Comloşu Mare (Romênia) e Kikinda (Sérvia) - mais exatamente entre Lunga (Romênia) e Nakovo (Sérvia) - sem posto fronteiriço, mas com trânsito livre, conforma acordo bilateral de 1970 entre Romênia e Iugoslávia.[1].
- O primeiro posto fronteiriço está no nível de Jimbolia (Romênia) por onde passam a rodovia entre Timişoara e Zrenjanin (Alfândega de Srpska Crnja na Sérvia) e a ferrovia  entre Timişoara e Kikinda.
- trinta quilômetros mais ao sul, próximo a Jaša Tomič na Sérvia há outra passagem de rodovia e ferrovia. Liga Jaša Tomič a  Meda, também na Sérvia, cruzando 6 km de trecho de território sérvio. Permite a passagem pelas localidades romenas de Foeni, Cruceni e Granicerii por rodovia. Também há passagem ferroviária entre Zrenjanin e Timişoara.
- Outra alfândega ferroviária e rodoviária fica em Moraviţa. Do outro lado da fronteira fica Vršac. Essa passagem é importante por ser o eixo Belgrado - Timişoara. A rodovia é a Rodovia Europeia E70, que atravessa a Europa meridional de oeste para leste.
- Antes do Rio Danúbio fica o posto de fronteira entre Kaluderovo (Sérvia) e Monts Locva (Romênia).

## A fronteira natural do Danúbio
O Danúbio somente pode ser atravessado no Portão de Ferro e liga Drobeta-Turnu Severin (Romênia) a Kladovo (Sérvia), nas proximidades de uma barragem com Usina Hidroelétrica que serve aos dois países.

## História
A parte definida pelo rio Danúbio data de 1739, quando os Habsburgos (Áustria) precisaram devolver a Sérvia ao Império Otomano e o Danúbio passou a ser a fronteira militarizada leste dos austríacos. Em 1817, o Principado da Sérvia ocupou o leste do Danúbio. Durante a Primeira Grande Guerra, a Sérvia e a Romênia (criada em 1859 pela fusão dos principados da Valáquia e Moldávia) chegaram a um acordo sobre os princípios da divisão da banato histórico, com a Alemanha e Império Austro-Húngaro. Dois terços ficariam com a Romênia, um terço com a Sérvia (depois Iugoslávia) e as minorias nos territórios seriam transferidas de acordo. Em 1918, uma comissão comandada pelo geógrafo francês Emmanuel de Martonne definiu exatamente a linha divisória, confirmado pelo Tratado de Trianon em 1920. Uma pequena parte ficou com a Hungria, nas proximidades de Szeged.